# Zone de l'Ouest
La zone de l'Ouest est l'une des cinq grandes subdivisions de Sierra Leone. La capitale de la province se situe à Freetown, qui se trouve être également la capitale du pays.

## Géographie
La zone de l'Ouest est la plus petite province du pays. Elle est bordée par l'océan Atlantique.

## Districts
La province est divisée en deux districts :
- district de Western Area Rural ;
- district de Western Area Urban.